# Strydegor

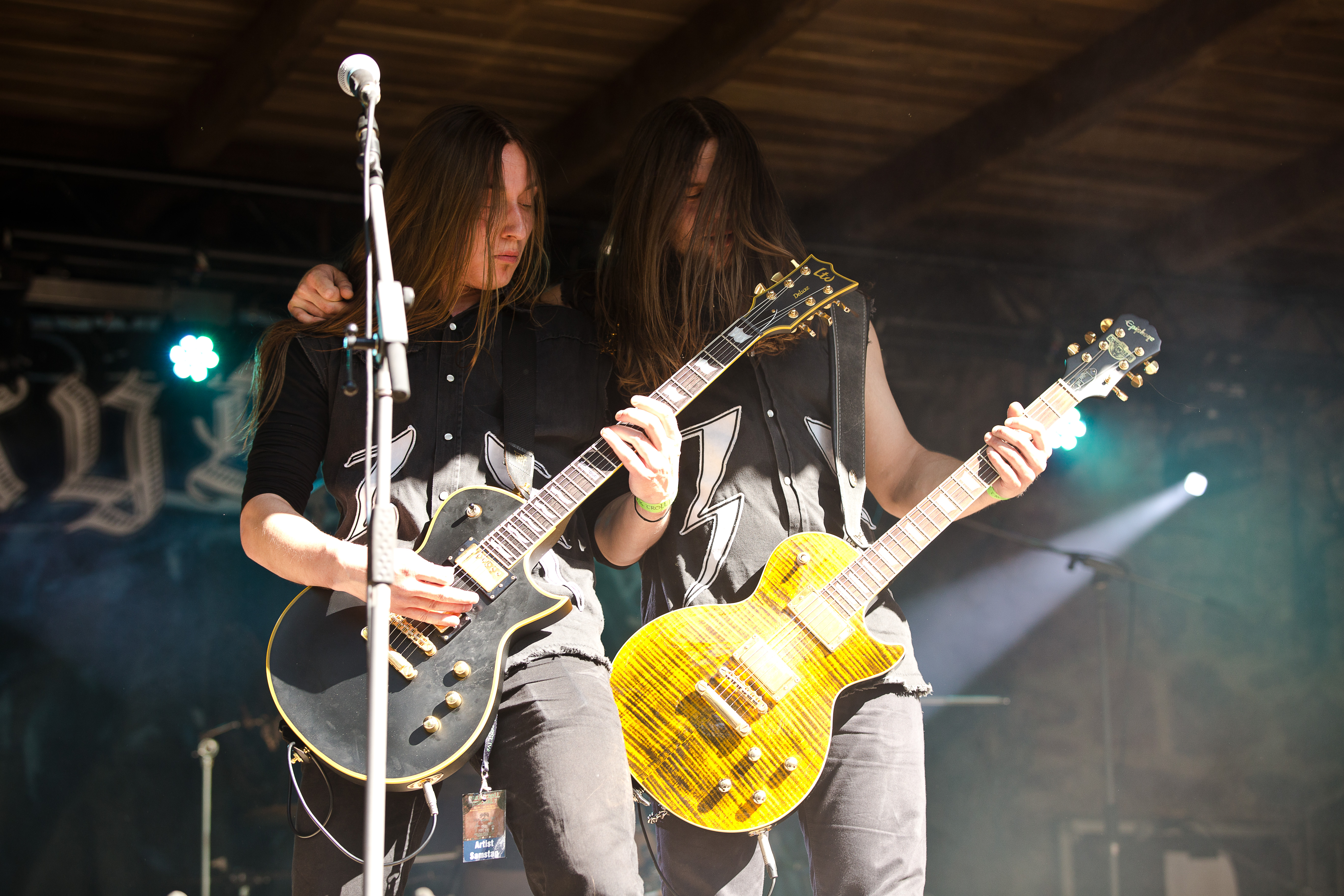
Daniel Hauschild (Gitarre) und Florian Kunde (Gesang) beim Dark Troll Festival 2016.

Strydegor ist eine Metal-Band aus Schwerin in Mecklenburg-Vorpommern. Ihre Musik bezeichnet die Band selbst als melodischen Death Metal.

## Bandgeschichte
Strydegor wurde 2007 von dem Sänger und Gitarristen Florian Kunde, dem Bassisten Clemens Thieke, Schlagzeuger Sven Martinek und dem Gitarristen Slava Giebel in Hagenow gegründet.
Nachdem die Musiker bereits in einer anderen Band aktiv waren, entschied man sich für einen Neuanfang unter dem Namen Strydegor und spielt ab diesem Zeitpunkt melodischen Death Metal.
Im Frühjahr 2008 veröffentlichte die Band ihr erstes Demo-Album Legends of Midgard sowie im Herbst 2008 die EP Midwinter's Eve.
Es folgte ein Vertrag bei dem österreichischen Label CCP-Records und die Veröffentlichung des 2009 Debüt-Albums Back on Ancient Traces im Jahre 2009.
Zwei Wochen vor Veröffentlichung von Back on Ancient Traces verstarb Gitarrist Slava Giebel in der Nacht zum 23. Mai 2009 bei einem Verkehrsunfall in Bresegard nahe Hagenow.
Die Band entschied sich mit Hilfe von Jan Reichardt, Oliver Reimer und Julian Dierkes ihre Konzerte zu spielen und die Arbeit mit der Band zu Ehren Slavas fortzuführen.
2012 folgte das Nachfolge-Album In the Shadow of Remembrance ebenfalls über CCP-Records und mit Frank Schneider („Fränk the Tänk“) von der Band Full Assault wurde ein Gitarrist für Liveauftritte gefunden und es folgten Konzerte auf Festivals wie dem auf dem Metalfest in Dessau mit Szenegrößen wie Megadeth oder Behemoth, sowie viele Konzerte in Deutschland, Österreich und Belgien.
Im Oktober 2012 wurde David Holst als fester Gitarrist vorgestellt.
Aufgrund persönlicher Differenzen entschied sich Strydegor im Frühjahr 2013 die Zusammenarbeit mit ihrem langjährigen Schlagzeuger Sven Martinek zu beenden und fand vorerst Live-Ersatz in Norman Mirs dann schließlich in Simon Dierkes, Bruder von Julian Dierkes und ein Freund der Band. Dierkes musste allerdings noch vor den Studioaufnahmen die Band aus beruflichen Gründen verlassen und so fand die Band in Christian Eggers einen geeigneten Live- und Studio-Schlagzeuger um die geplanten Aufnahmen zum dritten Album Enraged durchzuführen.
Die Aufnahmen für Enraged fanden im LFF-Projekt Studio mit dem Produzenten Martin Schulz in Neubrandenburg statt. Für das Mixing konnte Steffen Nevermann vom Shredsound Studio Rostock sowie für das Mastering Jonas Kjellgren, der mit seinem Black Lounge Studios schon mit Bands wie Hypocrisy und Immortal zusammengearbeitet hat, gewonnen werden.
Das Album wurde am 12. September 2014 über das Label 7hard weltweit veröffentlicht und eine ausgiebige Release Tour wurde angekündigt. Kurz vor Veröffentlichung entschied sich David Holst aus der Band auszusteigen. Für die weiteren Konzerte stieß Live-Gitarrist Patrik Witzke dazu, der in der Vergangenheit bereits für die Promo-Fotos der Band zuständig war.
Christian Eggers gab ebenfalls seinen Ausstieg nach der Veröffentlichung von Enraged bekannt, aufgrund persönlicher Differenzen und um mehr Zeit mit seiner Familie verbringen zu können.
Anfang 2015 wurde mit Daniel Hauschild (Gitarre) und Immanuel Promnitz (Schlagzeug) das Line-Up der Band vervollständigt und über Facebook öffentlich gemacht. Die Veröffentlichung eines neuen Albums war ursprünglich für 2016 angesetzt. Im Juli 2016 gab die Band über einen öffentlichen Facebook Post bekannt, dass sie sich von ihrem Bassisten und Gründungsmitglied Clemens Thieke getrennt haben. Als neuer Bassist wurde im Dezember 2016 Martin Brüning, der bereits zuvor als Live Gitarrist in Erscheinung trat, auf Facebook vorgestellt und die Arbeiten am neuen Album mit ihm fortgesetzt.
Im August 2020 wurde von der Band über Social Media ein neues Logo sowie neue Bandfotos veröffentlicht sowie die Zusammenarbeit mit dem Label MDD Records. Am 20. Oktober 2020 veröffentlichte Strydegor die erste Single mit dem Titel World in Your Hands auf YouTube. Am 13. November 2020 erschien das vierte Album mit dem Titel Isolacracy über MDD Records.
Im Sommer 2023 verkündete die Band auf Social Media das Martin Brüning die Band verlassen hat und im März 2024 wurde Tom Reichelt als neuer Bassist vorgestellt.

## Stil
In der Anfangszeit spielte Strydegor Viking Metal, der sich an Bands wie Amon Amarth, Unleashed oder auch Ensiferum orientierte. In den späteren Veröffentlichungen werden moderne Einflüsse integriert, akustische Akzente und auch Elemente des „Göteborger Sounds“ wie In Flames und Dark Tranquillity in die Musik eingebaut. Black Metal artige Gitarrenriffs werden kombiniert mit schnellen Schlagzeug Double-Bass Rhythmen, Melodien in klassische Death Metal Elemente eingebaut und es findet sich neben dem szenetypischen Growl-Gesang auch Klargesang von Sänger Florian Kunde.
Frühere Songtexte waren stark beeinflusst von nordischer Mythologie und Geschichten der Wikinger. Die aktuellen Texte sind ausschließlich in Englisch und beschreiben heutige Probleme des Menschen wie Trauer, Wut oder Ängste sowie sozialkritische Themen. Strydegor distanziert sich öffentlich von jeglichem extremen Gedankengut.

## Diskografie
- 2008: Legends of Midgard (Demo)
- 2008: Midwinter’s Eve (EP)
- 2009: Back on Ancient Traces (Album, CCP Records)
- 2012: In the Shadow of Remembrance (Album, CCP Records)
- 2014: Enraged (Album, 7hard)
- 2020: Isolacracy (Album, MDD Records)
- 2022: Atmosfear (Single, MDD Records)